# Piet Lieftinck

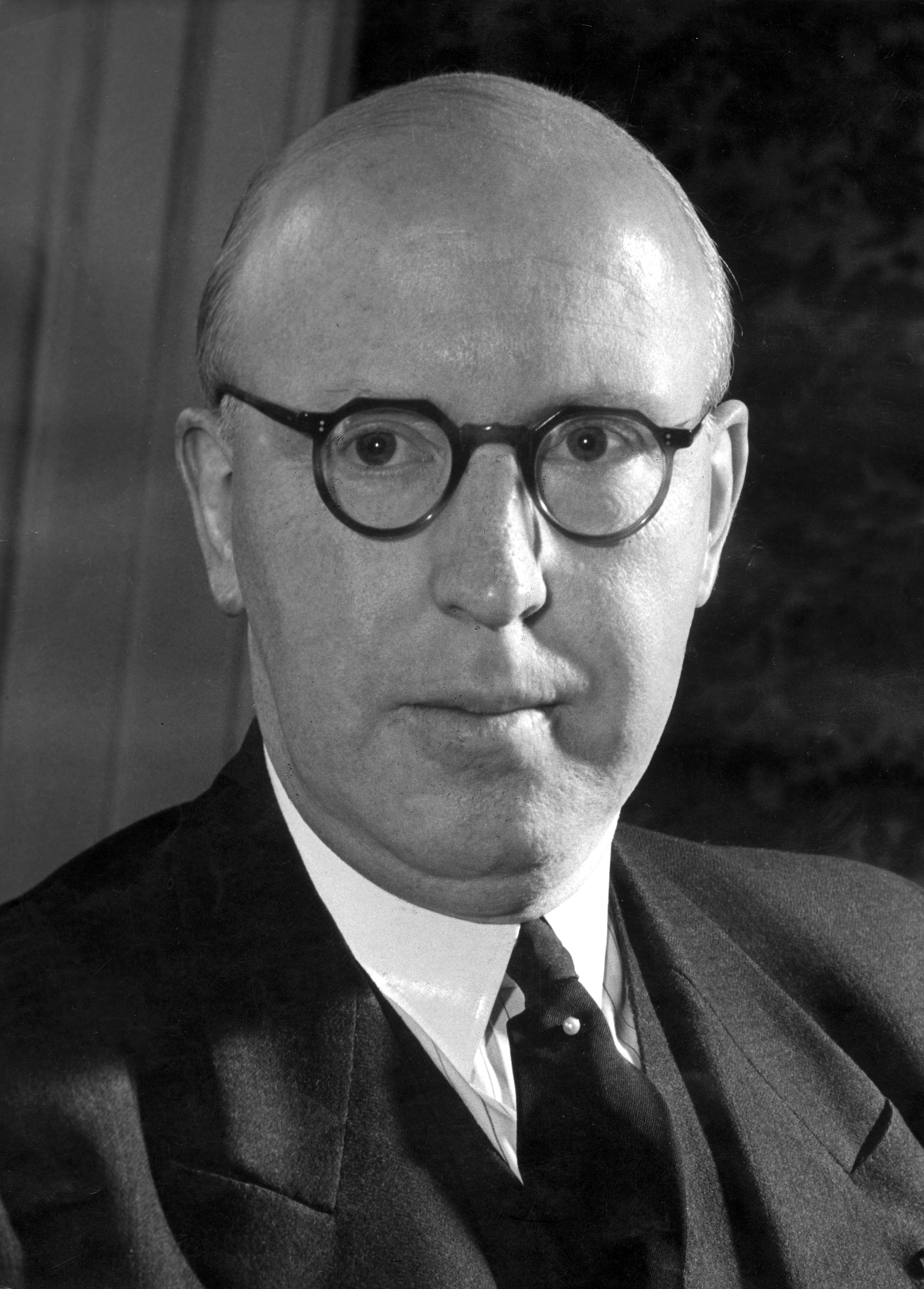
Piet Lieftinck (1948)

Pieter „Piet“ Lieftinck (* 30. September 1902 in Muiderberg, Provinz Nordholland; † 9. Juni 1989 in Den Haag) war ein niederländischer Wirtschaftswissenschaftler, Hochschullehrer und Politiker, der Professor an der Niederländischen Wirtschaftshochschule Rotterdam war. Als Politiker war er zunächst Mitglied des linken Flügels der Christelijk-Historische Unie (CHU), ehe er 1946 zur Partij van de Arbeid (PvdA) wechselte. Als Finanzminister zwischen 1945 und 1952 in den Kabinetten Schermerhorn/Drees, Beel I, Drees/Van Schaik und Drees I war er maßgeblich am Wiederaufbau in der Zeit nach dem Zweiten Weltkrieg beteiligt sowie an der Neuordnung der Finanz- und Geldpolitik des Staates.
Nach seiner Amtszeit als Finanzminister war Lieftinck für internationale Finanzorganisationen wie Internationale Bank für Wiederaufbau und Entwicklung, Weltbank und Internationaler Währungsfonds tätig. Später gehörte er den Democratisch Socialisten ’70 (DS ’70) an und war zuletzt parteilos.

## Leben

### Ministerialbeamter, Hochschullehrer und Zweiter Weltkrieg
Lieftinck absolvierte seine schulische Ausbildung an der Erweiterten Grundschule und der Höheren Bürgerschule in Utrecht sowie einem Internationalen Internat in Rolle in der Schweiz. Nach einer anschließenden Staatsprüfung in den klassischen Sprachen begann er 1919 ein Studium der Fächer Recht der Niederlande und Volkswirtschaftslehre an der Reichsuniversität Utrecht, das er am 4. Oktober 1927 abschloss. Seinen anschließenden Militärdienst beendete er 1928 als Reserveoffizier und absolvierte zwischen 1929 und 1930 noch ein postgraduales Studium an der Columbia University in New York City. Am 10. Dezember 1931 schloss er seine Promotion zum Doktor der Rechtswissenschaften an der Reichsuniversität Utrecht „cum laude“ mit der Dissertation Moderne struktuurveranderingen der industrie in de Verenigde Staten van Amerika ab, in der er sich mit dem Strukturwandel der US-amerikanischen Industrie zur Zeit der Weltwirtschaftskrise befasste.
Danach begann Lieftinck 1931 seine berufliche Laufbahn als Beamter im Ministerium für Handel und Industrie und war zuletzt zwischen dem 1. Juni 1933 und Oktober 1934 Sekretär des Wirtschaftsrates, der diesem Ministerium unterstand. Im Oktober 1934 nahm er den Ruf auf eine Professur für Wirtschaft, Geld-, Kredit- und Bankwesen und Handelspolitik an der Niederländischen Wirtschaftshochschule Rotterdam (Nederlandsche Economische Hogeschool te Rotterdam) an. Er war Mitglied der Christelijk-Historische Unie (CHU) und gehörte von 1938 bis 1939 deren Hauptvorstand an.
Zu Beginn des Zweiten Weltkrieges wurde er bis zur deutschen Besetzung im Mai 1940 als Reserveoffizier der Artillerie für den Militärdienst reaktiviert.
Am 21. November 1941 wurde Lieftinck festgenommen und befand sich zunächst bis zum 15. November 1941 im KZ Buchenwald sowie anschließend vom 15. November 1941 bis Mai 1942 im Geisellager in Haaren. Anschließend befand er sich von Mai 1942 bis 1944 in Haft im Geisellager Sint-Michielsgestel, ehe er sich zuletzt von 1944 bis zu seiner Befreiung 1945 in den Kriegsgefangenenlagern in Lissa, Schildberg und Neubrandenburg befand. Nach seiner Befreiung nahm er seine Lehrtätigkeit an der Niederländischen Wirtschaftshochschule Rotterdam wieder auf.

### Finanzminister 1945 bis 1952

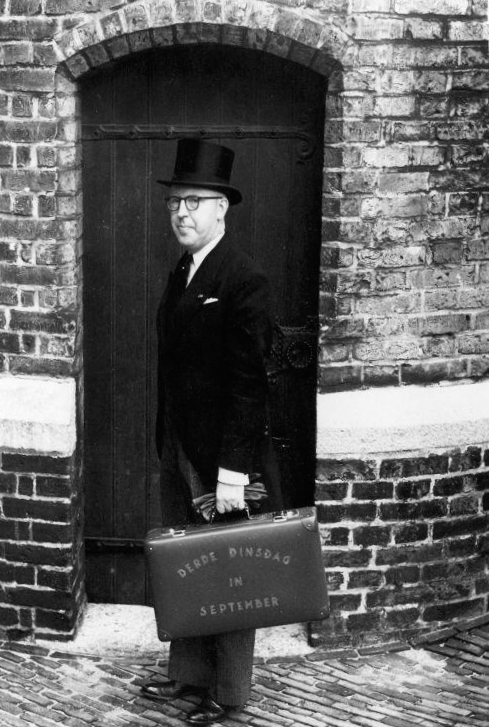
Lieftinck als Finanzminister mit dem symbolischen Haushaltskoffer (Miljoenenkoffertje) bei der Parlamentseröffnung mit der Haushaltseinbringung am Prinsjesdag am 19. September 1950

Am 25. Juni 1945 wurde Lieftinck von Ministerpräsident Willem Schermerhorn als Finanzminister (Minister van Financiën) in das Kabinetten Schermerhorn/Drees berufen. Er bekleidete dieses Ministeramt auch im ersten Kabinett von Ministerpräsident Louis Beel sowie in den von Ministerpräsident Willem Drees geleiteten Kabinett Drees/Van Schaik sowie im ersten Kabinett Drees bis zum 1. Juli 1952. Am 4. Juni 1946 wurde Lieftinck, der am 9. Februar 1946 der Partij van de Arbeid (PvdA) beigetreten war, auch Mitglied der Zweiten Kammer der Generalstaaten, der er jedoch nur knapp einen Monat lang bis zum 8. Juli 1946 angehörte. Später wurde er am 27. Juli 1948 Mitglied der Ersten Kammer der Generalstaaten, deren Mitglied er aber aufgrund des bestehenden Ministeramtes ebenfalls nur kurzzeitig bis zum 11. August 1948 war.
In seiner Funktion als Finanzminister war Lieftinck maßgeblich am Wiederaufbau in der Zeit nach dem Zweiten Weltkrieg beteiligt sowie an der Neuordnung der Finanz- und Geldpolitik des Staates. Während des Indonesischen Unabhängigkeitskrieges standen die Niederlande 1947 unter erheblichem finanziellen Druck. Lieftinck warnte vor einem baldigen Kollaps der niederländisch-indischen Finanzen und danach der Finanzen des Königreichs selbst. Er war dafür, die Truppen aus dem Archipel zurückzuziehen. Die Alternative sei eine „begrenzte militärische Aktion“, mit der die Niederlande sich die Produktionsstätten auf Java und Sumatra sichern und gleichzeitig ihre Macht demonstrieren würden. Ultimaten an die Republik, die erweiterte Fassung des Abkommens von Lingaddjati anzuerkennen, brachten den Ministerpräsidenten von Indonesien Sutan Syahrir dazu, einer Interimsregierung zuzustimmen, die sogar von einem Niederländer geführt werden könnte. Damit war er allerdings zu weit gegangen und verlor den letzten Rückhalt unter den politischen Kräften in der Republik. Am 27. Juni 1947 musste der Ministerpräsident zurücktreten. Die führenden Politiker der Republik befürchteten, dass zu viel Nachgiebigkeit die kolonialen Machtverhältnisse zurückbringen werde.
Nach seinem Ausscheiden aus der Regierung wurde er am 30. September 1952 zum Großoffizier des Ordens von Oranien-Nassau ernannt.

### Mitarbeiter von internationalen Finanzinstitutionen
Nach Beendigung seiner Amtszeit als Finanzminister wurde Lieftinck am 1. Juli 1952 Repräsentant der Internationalen Bank für Wiederaufbau und Entwicklung IBRD (International Bank for Reconstruction and Development) für die Länder Türkei, Syrien sowie Jordanien mit Dienstsitz in Ankara. Diese Funktion bekleidete er bis zum 1. Oktober 1955.
Anschließend wurde er am 1. Oktober 1955 Exekutivdirektor der Weltbank und übte diese Funktion bis zum 1. Mai 1971 aus. Zugleich fungierte er zwischen dem 1. Oktober 1955 und Dezember 1976 auch als Exekutivdirektor des Internationalen Währungsfonds in Washington, D.C.
Für seine Verdienste bei der Weltbank sowie im Internationalen Währungsfonds wurde Lieftinck am 4. Oktober 1965 zudem Kommandeur des Ordens vom Niederländischen Löwen und bekam zuletzt am 24. November 1976 bei seinem Ausscheiden aus dem IWF auch das Großkreuz des Ordens vom Niederländischen Löwen verliehen.
Seit 1956 war er korrespondierendes Mitglied der Königlich Niederländischen Akademie der Wissenschaften.
Lieftinck war zwei Mal verheiratet. Aus seiner am 14. März 1932 geschlossenen und am 20. April 1954 aufgelösten Ehe mit Henriëtte Clasine Aldershoff gingen drei Töchter hervor. Aus seiner zweiten am 4. Mai 1954 in Beirut geschlossenen Ehe mit Elsa van der Voort van Zijp stammte eine weitere Tochter.

## Veröffentlichungen
- Moderne struktuurveranderingen der industrie in de Verenigde Staten van Amerika, Dissertation, 1931
- De toekomst onzer monetaire politiek, 1935
- Inleiding tot de geldtheorie, 1946